# Boniface VI
Pour les articles homonymes, voir Boniface.
Boniface VI, né à une date inconnue à Rome et mort le 26 avril 896 dans la même ville, est le 112e pape de l'Église catholique.
Originaire de Rome, fils de l'évêque Adrien, il a été dégradé comme sous-diacre par Jean VIII mais il est rétabli par le pape Marin Ier puis il est dégradé une seconde fois. Le 11 avril 896 il est élu comme successeur de Formose par une faction de Romains. Il ne règne que quinze jours, au bout desquels il meurt de la goutte ou est déposé par la faction spolétaine, suivant les traditions, ce qui en fait le deuxième pontificat le plus court de l'histoire après celui du pape Urbain VII en 1590 (12 jours).
Son élection est annulée pour promotion peu canonique lors du concile de Rome réuni en 898 par Jean IX.